# Добро-Вещево
Добро-Вещево — деревня в Яранском районе Кировской области России. Входит в состав Знаменского сельского поселения.

## География
Деревня находится в юго-западной части Кировской области, в зоне хвойно-широколиственных лесов, на правом берегу реки Ламбы, к западу от автодороги Р176, на расстоянии приблизительно 8 километров (по прямой) к юго-западу от города Яранска, административного центра района. Абсолютная высота — 116 метров над уровнем моря.
Климат
Климат характеризуется как умеренно континентальный, с умеренно холодной снежной зимой и тёплым летом. Среднегодовая температура — 2 — 2,3 °C. Средняя температура воздуха самого холодного месяца (января) составляет −13,6 °C (абсолютный минимум — −46 °С); средняя температура самого тёплого месяца (июля) — 18,3 °C (абсолютный максимум — 37 °С). Безморозный период длится в течение 117 дней. Годовое количество атмосферных осадков — 639 мм, из которых 405 мм выпадает в период с апреля по октябрь. Снежный покров держится в течение 162 дней.

## Население
| 2010 |
| ---- |
| 0    |